# Seznam poslanců Malty (1976–1981)
Seznam poslanců Malty ve 4. volebním období po získání nezávislosti tj. volební období 1976–1981.
| Jméno                        | Strana | Volební okresek | Poznámky                                     |
| ---------------------------- | ------ | --------------- | -------------------------------------------- |
| Guze (Joseph) Abela          | MLP    | 6               | odstoupil; nástupce Sciberras, Philip        |
| Sammy (Salvatore) Abela      | PN     | 11              | zemřel; nástupce Muscat, Pierre              |
| Wistin Abela                 | MLP    | 3               |                                              |
| Emmanuel Attard Bezzina      | MLP    | 3               | odstoupil; nástupce Vella, George            |
| Coronato Attard              | PN     | 13              |                                              |
| Joseph M. Baldacchino        | MLP    | 10              |                                              |
| Agatha Barbara               | MLP    | 3               |                                              |
| Evelyn Bonaci                | MLP    | 8               |                                              |
| George Bonello Du Puis       | PN     | 9               |                                              |
| Emmanuel Bonnici             | PN     | 1               |                                              |
| Albert Borg Olivier De Puget | PN     | 4               |                                              |
| Giorgio Borg Olivier         | PN     | 11              | zemřel; nástupce Agius Ferrante, Anne        |
| Paulu Borg Olivier           | PN     | 12              |                                              |
| John J. Borg                 | MLP    | 1               |                                              |
| Carmelo Brincat              | MLP    | 6               |                                              |
| Joseph Brincat               | MLP    | 1               |                                              |
| Anton Buttigieg              | MLP    | 7               | odstoupil; nástupce Sciberras, Joseph Philip |
| Carmelo Buttigieg            | MLP    | 13              |                                              |
| John Buttigieg               | MLP    | 7               |                                              |
| Alexander Cachia Zammit      | PN     | 3               |                                              |
| Reno (Zaren) Calleja         | MLP    | 5               |                                              |
| Angelo Camilleri             | MLP    | 13              |                                              |
| Benny Camilleri              | MLP    | 7               |                                              |
| Gius. Maria Camilleri        | PN     | 6               |                                              |
| Carmelo Caruana              | PN     | 5               |                                              |
| Joseph Cassar                | MLP    | 5               |                                              |
| Amabile Cauchi               | PN     | 13              |                                              |
| Paul Chetcuti Caruana        | MLP    | 12              |                                              |
| Danny Cremona                | MLP    | 1               |                                              |
| John Dalli                   | MLP    | 4               |                                              |
| Guido De Marco               | PN     | 7               |                                              |
| Joe Debono Grech             | MLP    | 8               |                                              |
| Michael Falzon               | PN     | 10              |                                              |
| Herman Farrugia              | PN     | 1               |                                              |
| Jimmy Farrugia               | PN     | 4               |                                              |
| Mario Felice                 | PN     | 10              |                                              |
| Eddie Fenech Adami           | PN     | 8               |                                              |
| Joe Fenech                   | PN     | 8               |                                              |
| Louis Galea                  | PN     | 5               |                                              |
| Lawrence Gatt                | PN     | 12              |                                              |
| Lino (Carmel) Gauci Borda    | PN     | 8               |                                              |
| Joseph Grima                 | MLP    | 4               |                                              |
| Patrick Holland              | MLP    | 9               |                                              |
| George Hyzler                | PN     | 6               |                                              |
| Alfred (Freddie) Micallef    | MLP    | 12              |                                              |
| Daniel Micallef              | MLP    | 11              |                                              |
| Antoine Mifsud Bonnici       | PN     | 7               |                                              |
| Ugo Mifsud Bonnici           | PN     | 2               |                                              |
| Dom Mintoff                  | MLP    | 2               |                                              |
| Vincent Moran                | MLP    | 4               |                                              |
| John Muscat                  | PN     | 11              |                                              |
| Josie (Joseph) Muscat        | PN     | 3               |                                              |
| Philip Muscat                | MLP    | 6               |                                              |
| Robert Naudi                 | MLP    | 9               |                                              |
| Daniel Piscopo               | MLP    | 2               |                                              |
| Salvu Privitera              | MLP    | 10              |                                              |
| Michael Refalo               | PN     | 10              |                                              |
| John Rizzo Naudi             | PN     | 9               |                                              |
| Joseph Saliba                | MLP    | 2               |                                              |
| Lorry Sant                   | MLP    | 2               |                                              |
| Carm. Lino Spiteri           | PN     | 12              |                                              |
| Anton Tabone                 | PN     | 13              |                                              |
| Censu Tabone                 | PN     | 9               |                                              |
| Karmenu Vella                | MLP    | 5               |                                              |
| Paul Xuereb                  | MLP    | 11              |                                              |